# Jawbreaker (игра)
Jawbreaker — графическая компьютерная игра, разработанная и изданная компанией On-Line Systems в 1980 году для платформы Apple II. После выпуска игра стала довольно популярной в своём жанре, а рецензенты в целом дали игре положительную оценку. Историю создания игры описывает Стивен Леви в своей книге «Хакеры: Герои компьютерной революции», написанной в 1984 году.
Игра доступна также на Atari 2600, который выпустила компания Tigervision в 1982 году. Из-за технический ограничений версия для Atari 2600 не является клоном «Pac-Man» и отличается от версии для 8-битных Atari. Эта игра была использована в дальнейшем для создания новых, более современных компьютерных игр.

## Режим игры
Игра представляет собой клон Pac-Man, но с меньшими возможностями. Протагонистом игрока являются большие челюсти с белыми зубами и жёлтыми губами. Они должны собрать все точки (для перехода на следующий уровень) и по возможности (для дополнительных очков) магические предметы, избегая смертельно опасных голов. Имеется бонус, который делает головы временно уязвимыми.
Для того чтобы перейти на новый уровень игроку требуется собрать все зелёные точечки. После выполнения этой миссии игрок переходит на уровень выше, отличающийся только интенсивностью происходящего вокруг.

## Приём
Игра была тепло принята критиками. В 1982 году на «Arkie Awards» она была награждена премией «Лучшая компьютерная игра». Жюри отметили, что игра понравится тем, кому посчастливилось иметь Atari 400 или 800. Также было отмечено, что игра является абсолютным клоном «Pac Man».
В 1983 году журнал Softline написал: «Игра является второй в своём роде, после „Star Raiders“». Также было отмечено, что она «очень чиста, быстра в действиях». Из технических особенностей была похвалена графика.